# ジャン＝ピエール・カシニョール
ジャン＝ピエール・カシニョール（フランス語: Jean-Pierre Cassigneul、1935年7月13日 - ）は、フランスの現代画家、版画家。フランス・パリ生まれ。男性。

## 略歴
カシニョールの幼少期、身近にあったものは、まず彼の父親が経営していた高級仕立服を扱う洋裁店のモデルの女性たちであり、そのファションショーやクリスマスなどは彼にとってはお洒落に着飾った女の子たちと過ごすパーティを意味していた。
そして父方の祖母の住まいがあったドーヴィル地方の豊かな自然と環境が彼を育んだ。　
1948年、カシニョール13歳の夏、ドーヴィルの海岸で「砂の芸術」コンクールに参加して一等賞となり、それを報道する新聞に「審査員は、驚くべき芸術的感覚を備えたこの少年に万場一致で一等賞をあたえることに決めた」との記事が掲載された。
後にカシニョールはこの時のエピソードを、幾度となくモデルとなり画家の良き理解者となる日本の女優、黒柳徹子に話して、「一等賞といっても子供だから」と言ったので、黒柳が「何を作ったの」と聞くと、笑いながら「女の人！」と答えたという。
パリの版画技師シャルル・ソルリエは「当時の少年は中世の城を作るのが普通であったが、カシニョールの場合、その年齢ですでに女性を芸術の対象としていた」と述べており、「砂浜に横たわる女」を13歳の少年が砂で作るという「この思いもよらぬ発想こそ、もうそこにはカシニョールは自分の進む道を見つけていたのだ」とソルリエは評しているが、カシニョール本人は「当時は絵は描いていなかったが、大した確信は持っていなかった。」とソルリエに語っている。
その後、カシニョールはパリ美術学校に5年間学び、1959年にサロン・ドートンヌ会員に選ばれたが、1960年徴兵猶予の期限が切れて2年間兵役を務めた。
ドイツ、アルジェリアと過ごしてフランスに戻ったが、両親の経済状況にはあまり変化はなく、この時期からカシニョールは意欲的に絵画に専念しだして、後に代名詞となる大きな帽子をかぶった女性を主題とする絵を描き始めたとされる。
1963年、カシニョールは初めて、若い画家サロンに出品したのを皮切りに、画家としての道を歩み始めるが、その頃はまだ懸け出しの画家にすぎなかった。
1964年にはパリのレヌアール通りにアトリエを構えていたが、そんなカシニョールのもとへ、日本の画商、爲永清司が訪れて、短い時間だけの思量で、そこで紹介された絵の大部分の購入を決めた。
その後のパリにおいて、カシニョールは画廊オーナーの経済的不況などに遭遇したが、カシニョールの絵は、フランスの印象を好む日本の美術愛好家の好評を得るようになり、爲永はそのニーズに応えるようにカシニョールの絵の購入を続けていた。
1965年、カシニョールは版画、リトグラフの第一号「後ろ姿」の制作を行う。これはわずかに3枚のみが刷られた。
リトグラフという表現方法に出会ったカシニョールはかなりの時間をかけてその研究を行い、1967年に6種類のリトグラフをパリ、デジョベール工房にて制作、発表する。
この1967年が事実上、カシニョールがリトグラフ制作を始めた年である。
リトグラフは版画である性質上、通常は60枚から250枚程度が刷られるため、その分、1点限りの油絵より廉価となり、資力のある美術愛好家の範囲を超えて、様々な多くの人々にカシニョールの作品を届けることが可能となった。
また、カシニョールの才能を確信していた日本の画商、爲永清司の画廊は、すでにこの1967年にカシニョールにリトグラフを依頼しており、カシニョールの版画レゾネに序文を寄稿しているシャルル・ザルベールは、そしてこれ以降、「カシニョールのリトグラフは鋭い鑑識眼と知性を備えた日本の美術愛好家を魅了して成功を収め行ったのだ」と評している。
そして、パリの版画技師シャルル・ソルリエが専門誌に寄稿した記事の中で「奇妙なこと」と述べているように、パリで生まれたフランスの画家、カシニョールはこのような経緯を皮切りに、「真っ先に日本で大きく受け入れられてから、アメリカを経由してフランスへと、その存在を知らしめることになり、現代絵画史におけるしかるべき場所にこの画家を位置づけるようになった」とソルリエは結論している。

## 画風
1988年、講談社より主に日本国内向けに発行された画集の冒頭の序文において、カシニョールは「わたしにとって何より優先するのは喜びであり、絵とはまさしく喜びの源である」と述べている。
美術評論家の多摩美術大学客員教授、武田厚はカシニョール作品について、そこに「描かれた内容はいつの場合も身近にあるような公園、花々、海などがエレガントな女性と組み合わされ、今日の風俗画のような類のもののように見えてはいるが、そうとは呼べない夢のような世界を醸し出しており、それが人々をおしなべて慈悲と幸福の感情に浸らせるようなところがある」と評している。
日本の美術評論家、植村鷹千代はカシニョール芸術を「芸術的イメージによる以外には実現できない非現実的イメージを独自の優れた感性と洗練された技術によって絵画的現実に入念に仕上げられ、そこに現代人の感覚がもとめる女性美像の理想像が情熱を込めて絵画化されている。」と評している。
シャルル・ソルリエは専門誌に寄稿している記事の中で、カシニョール作品に登場する女性を「古き時代の、女性が男性とは違う人生を歩んでいた今とは違う別次元にタイムスリップするようで、そのような世界では女性は聖なるものであり、望むものであり、苦しめるものであり、悪でもある、そして自らがそれを知っていて交わる人々を魅惑するのだ」と述べており、そして「ああ、そんな時代もあったのだなぁ、というような思いにふける人のみが、そんな昔のことを夢見ることができるのだろうが、恐らくカシニョールもそのような一人で、我々は彼の絵によって女性の美に改めて気づかされ魅せられるのだ」とソルリエは評している。
また、カシニョールの画集、リトグラフと版画Ⅰの巻頭にメッセージを寄せているロジェ・パスロンは「カシニョールにとって芸術の最も美しい動機、それが女性だった」と述べている。
また1993年4月30日に第1刷が発行された講談社のカシニョール画集（文：ジャック・ベルジェ）の書籍タイトルは「魅せられた夢」となっており、カシニョールが描く世界が掲載されるこの画集には、この副題が採用されている。
しかし、カシニョール本人はテーマとしている女性などの画題は実はそれほど重要ではないと自身の画集の序文で述べている。それは、もし他にも大切なことがあるとするならば、例えばある有名な絵があるとして、それを説明するために、「果物の砂糖煮の盛り皿と、林檎3個がテーブルにのっているところを描いた絵」があるとはいわず、ここに「セザンヌが一点ある」というだけで十分に伝わると説く。
カシニョールのリトグラフの中に日本の屏風の形となっている4枚が連続した特別に大きいリトグラフが存在する。(リトグラフと銅版画Ⅱ 136～137ページの図版) 。その3枚目にこの絵のメインとなる女性が絵が描かれており、この作品を例に、先述したロジェ・パスロンはその画集Ⅰの巻頭メッセージにおいて、この女性像を、「スマートな容姿に、しとやかな気品が漂い、神々しくもあって、この世のものではないだろうとさえ思う。しかし全体を良く見ると、誰しもが知っているであろう風景の中にその女性はいて、間違いなく現実の女性であることが判明する。だが、このような女性の姿はカシニョール作品以外の、どのような芸術作品の中にも近代史上、存在していない。」と評している。
女優、黒柳徹子はカシニョールの画集に届けた「カシニョールさんのこと」と題したメッセージにおいて、「多くの画家が活躍している中にあって、どんなに多くの絵があろうとも、その中にカシニョールの絵があれば、それは専門家でなくともすぐに見つけ出すことが出来る。これは本当に素敵なことだが、このような独自の画風を生み出すために、カシニョールさんは大変な苦労をされたことが想像できる」と評している。

## ウエブサイト
- “Site officiel de Jean-Pierre Cassigneul”. 2018年11月閲覧。

ジャン＝ピエール・カシニョールの制作した絵画の画像や、過去に各国で行われた有名オークションでの結果等が閲覧できる（リトグラフの画像では前述した第一号「後ろ姿」も挙がっている）。